# ナラティ風景区

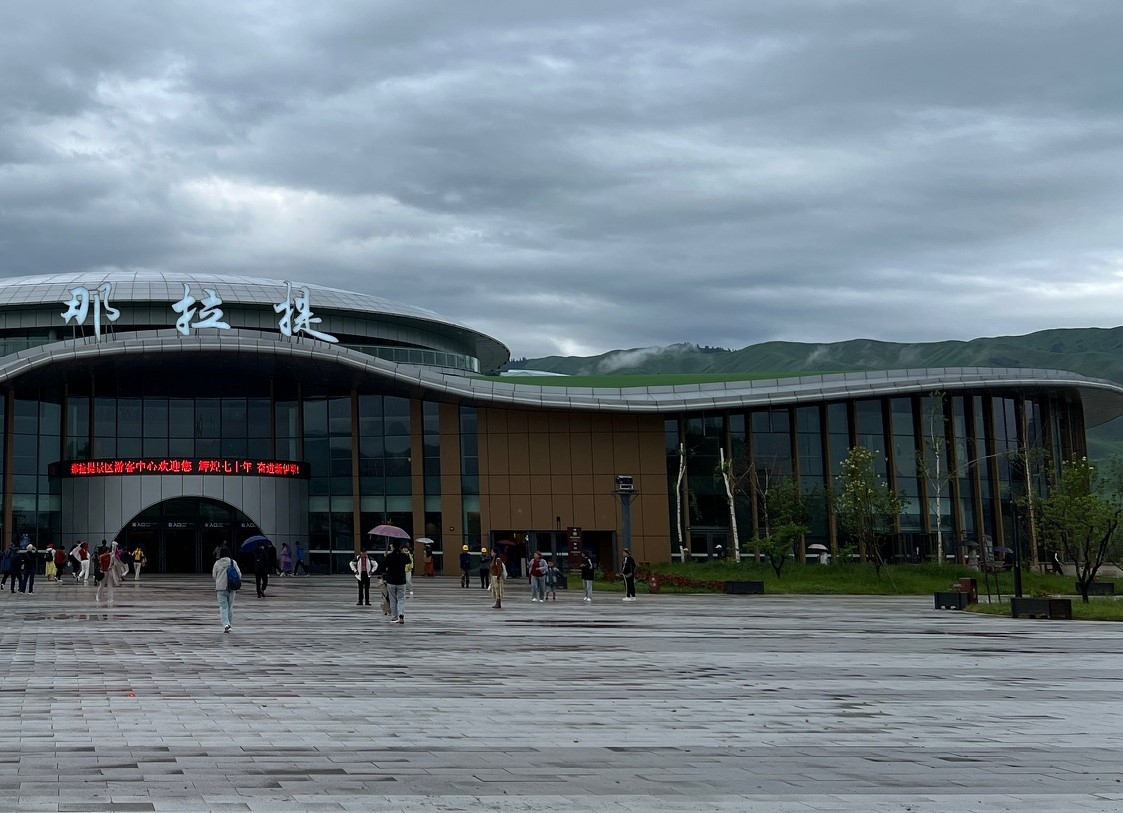
ナラティ風景区入口

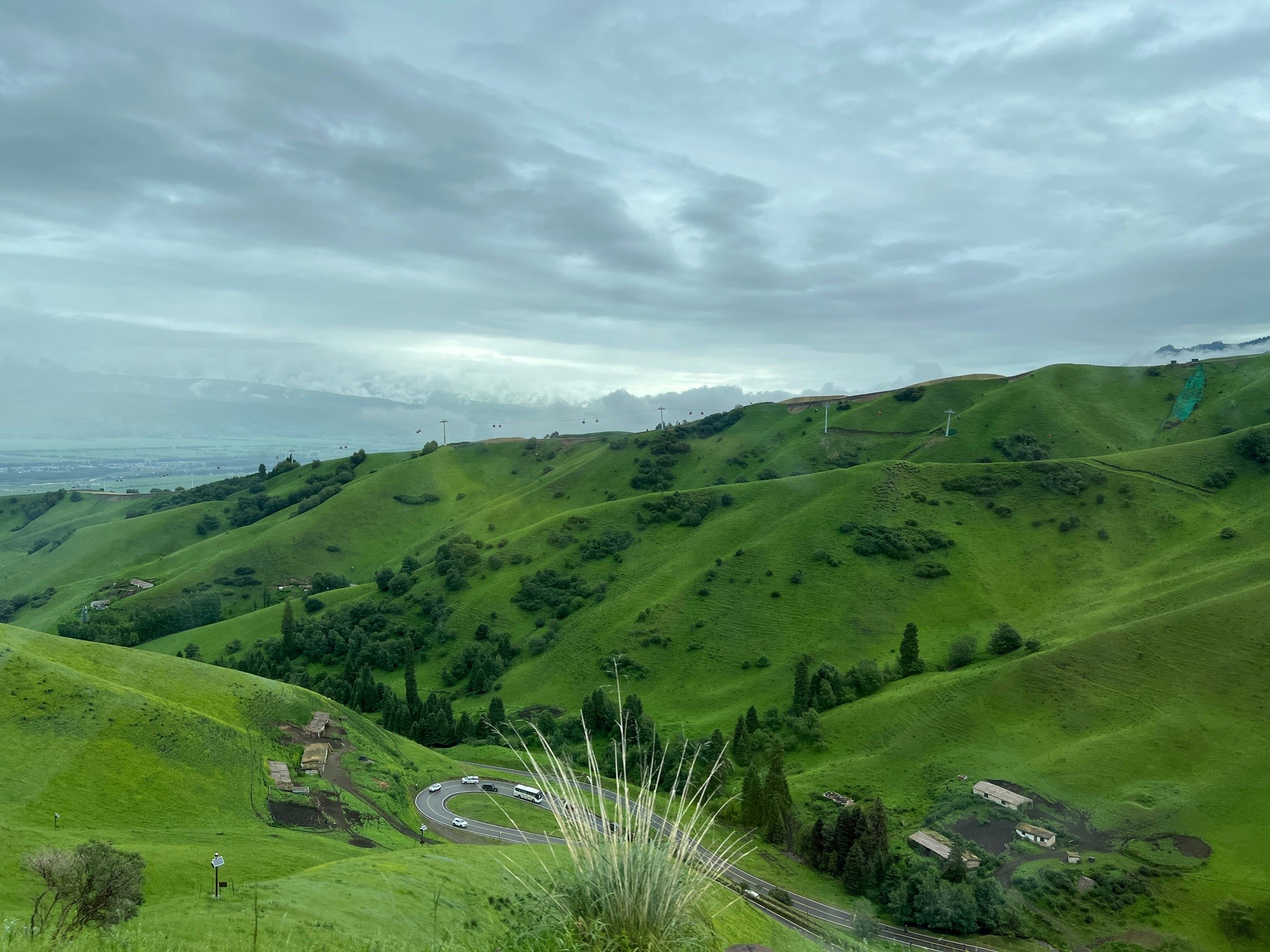
ナラティ風景区で谷とそれに続く丘を見下ろす

ナラティ風景区（ナラティふうけいく、中国語: 那拉提景区）は、中華人民共和国新疆ウイグル自治区イリ・カザフ自治州キュネス県（新源県）ナラティ村（那拉提鎮）東部にある中国5A級観光地であり、キュネス県中心部から約110km離れたナラティ山脈の北斜面に位置する。

## 概要
ナラティ風景区は「ナラティ草原」になっていて、ゴンナス草原（中国語訳：鞏乃斯草原）とも呼ばれ、これはチュルク語で「白い日当たりのよい斜面」を意味する。この風景区は天山山脈の後背地であるイリ河流域の東端に位置し、「外地の江南」と呼ばれ、また「地上の天国」とも呼ばれている。
ナラティ風景区は経緯度：東経85度17～28分、北緯43度01～15分にあり、総面積は400平方キロメートル、平均標高1800メートル、年間降水量880ミリメートル前後で、年間平均気温8度前後である。三面が山に囲まれ、キュネス川（中国語訳：鞏乃斯河）が蛇行し、「三面を緑の屏風に囲まれて、ベルトのような川が縦横に流れる」（三面青山列翠屏，腰囲玉带河縦横）と表現することができる。ここは大自然の賜物で、美しい景色、優雅な環境、豊かな植生を持つ自然景観を醸し出している。ここには、中国のカザフ族の10分の1が住んでいて、まだ豊かで素朴な民俗習慣と豊かな草原文化を保持している。

## 交通
G217国道（独庫公路）が交差する付近のG218国道上にある。

## 参照項目
- 中国の5A級観光地（各省・自治区別）
- キュネス・ナラティ飛行場